# Verwaltungsarchive von Persepolis

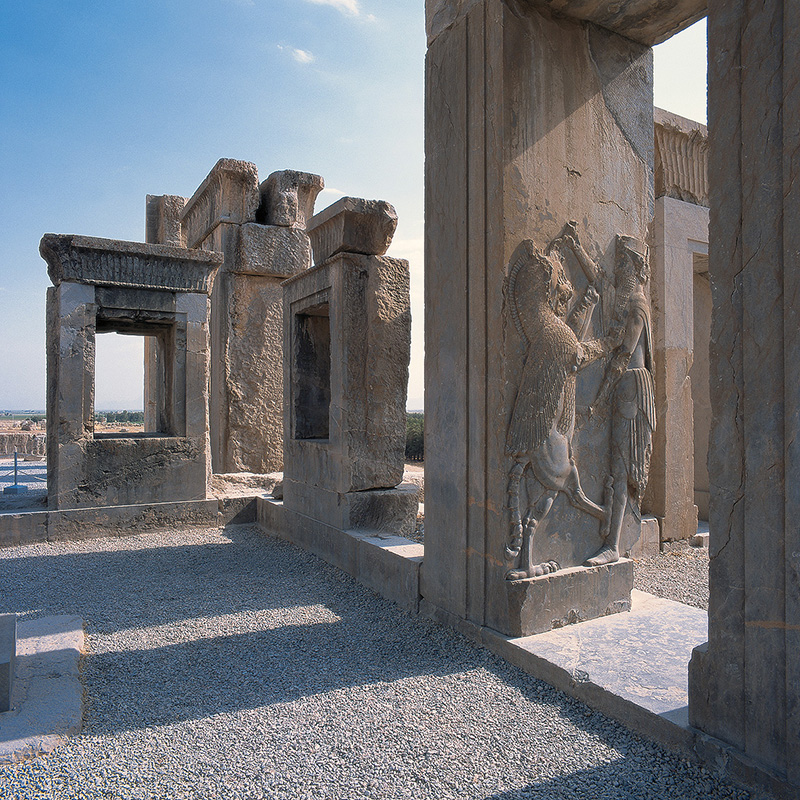
Der königliche Held im Kampf gegen ein mythisches Wesen auf einem Relief in Persepolis. Das Symbol für die Identität des „persischen Mannes“ ist ebenso auf etwa einem Drittel der Tontafeln zu finden.

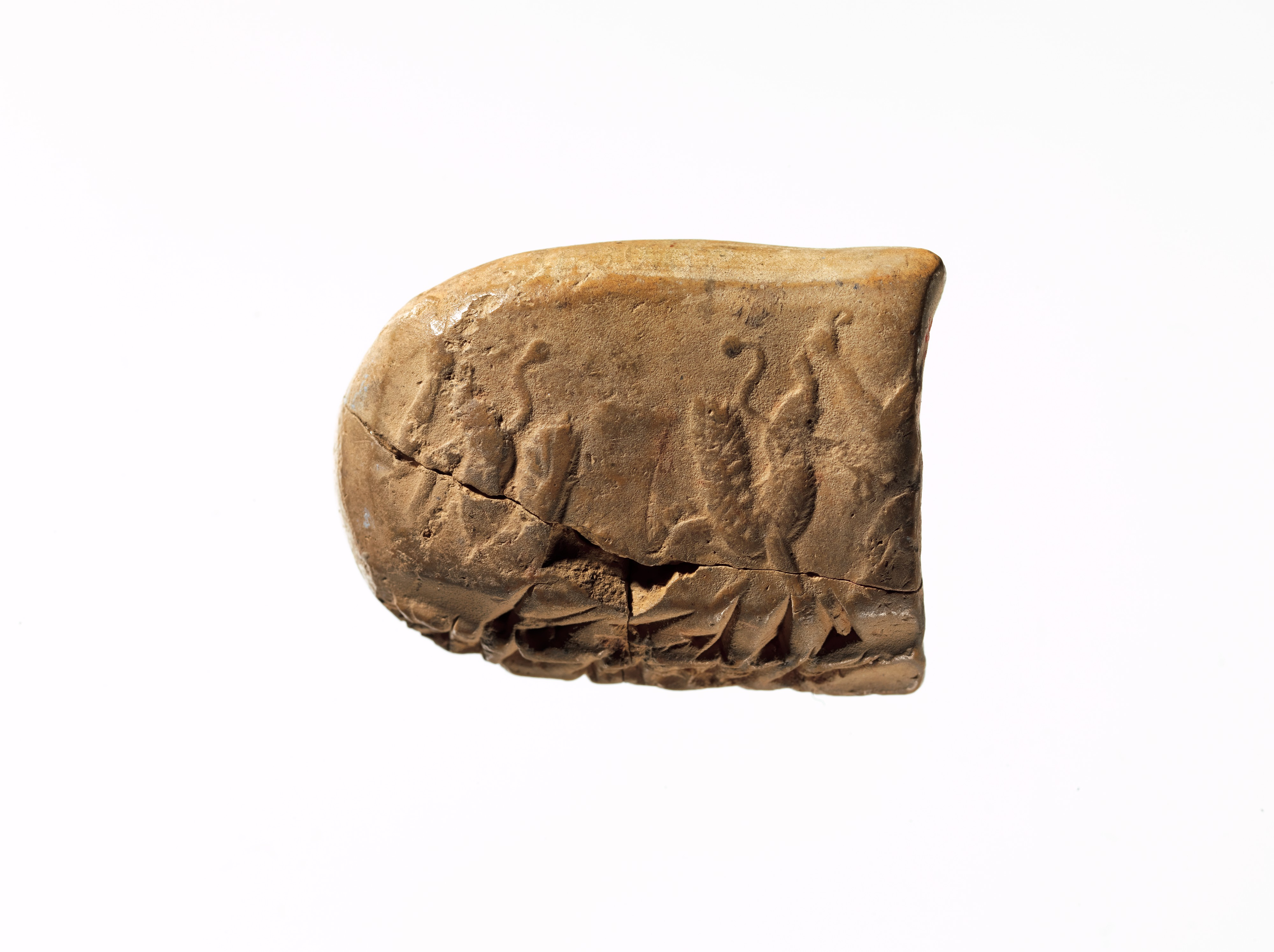
Elamische Tontafel mit Siegel von Qasr-i Abu Nasr. Es wird vermutet, dass die Tontafel ursprünglich aus dem Festungsarchiv von Persepolis stammt und 1933/34 zu ihrem Fundort gebracht wurde. Der Abdruck des Rollsiegels befindet sich auf der Rückseite der Tafel. Es zeigt einen Helden, der ein geflügeltes Löwenwesen auf beiden Seiten an seinem Hinterbein hält. Ca. 500 v. Chr. New York, Metropolitan Museum of Art 36.30.62

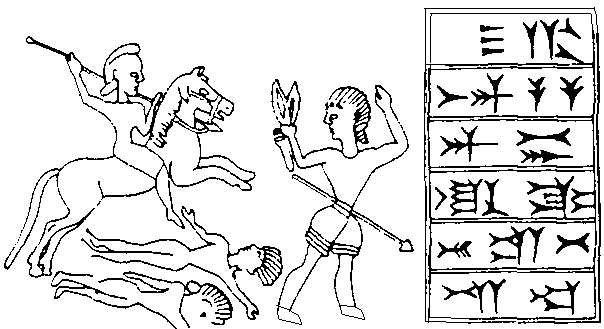
Das Siegel des Kyros I. wurde auf der Tontafel PFS 0093 gefunden

Die Verwaltungsarchive von Persepolis wurden 1933 entdeckt und veränderten das Bild vom Achämenidenreich grundlegend. Die Tontafeln aus Persepolis bestehen hauptsächlich aus zwei Archiven und werden nach ihren Fundorten als Festungsarchiv und Schatzhausarchiv von Persepolis bezeichnet. Sie beschreiben die Tätigkeit der regionalen Verwaltung von Persepolis während der Regierungszeit von Dareios I. um 500 v. Chr.

## Eine neue Sicht auf das Achämenidenreich
Die Hauptquellen über die Achämeniden waren bis zur Entdeckung der Verwaltungsarchive von Persepolis Schriften wie die Historien des Herodot, Geschichtsschreiber von Alexander dem Großen und Referenzen in der hebräischen Bibel, die alle ein Bild der alten Perser aus einer bestimmten Perspektive vermitteln. Von den Achämeniden selbst stammen als wichtige Quellen die Behistun-Inschrift, die Inschriften von Naqsch-e Rostam, Gandschnāme, u. a., die zu einem geschichtlichen Bild der Achämeniden führten, das im Gegensatz zu den Assyrern, Babyloniern und den Elamern stand und bisher als Bruch in jeder Hinsicht in der Region interpretiert wurde.
Die Archive von Persepolis sind eine primäre Informationsquelle aus dem Innern des Reichs. Das Festungsarchiv liefert Daten und Bilder zur Arbeitsorganisation, der Aktenverwaltung, dem Status von Arbeitern, der regionalen Demographie, der Finanzpolitik, der Religion, dem Verkehrsnetz und den Beziehungen zwischen staatlichen Institutionen und privaten Parteien. Der Inhalt der Tontafeln im Einzelnen wirkt unscheinbar und gewinnt erst im Vergleich mit anderen Texten an Bedeutung. Mit dem inhaltlich angelegten Kategoriensystem von Richard Hallock lassen sich wiederum andere Gruppeninhalte vergleichen und in den letzten Jahrzehnten hat sich ein komplexes Bild von der Gesellschaft unter den Achämeniden herausgeschält, das bis anhin unbekannt war.
Die Archive mit ihren Texten und Siegeln zeigen ein Bild einer aufstrebenden Weltmacht, die einerseits tief eingebettet war in das Vermächtnis von Assyrern, Babyloniern und Elamern und andererseits diese Traditionen mit den eigenen zu einer Synthese kreativ weiterentwickelten.

## Eine neue Sicht auf Elam in seiner späten Periode
Mit den Texten des Verwaltungsarchivs lässt sich vermuten, dass die Achämeniden unter anderem das Verteilungsnetz von Elam übernommen und ausgebaut haben. Dementsprechend müsste die bisherige Annahme, dass Elam 646 v. Chr. von der Bildfläche verschwunden ist, revidiert werden, da die Achämeniden nur Strukturen übernehmen konnten, die zu ihrer Zeit noch existierten.
Mehrere Elemente der Verwaltung, die aus Quellen der Neuelamischen Periode bekannt sind, tauchen in ähnlicher Form in der Verwaltung von Persepolis auf. Das Archiv beschreibt die Sammlung von Einnahmen in Form von Getreide, Vieh, Obst, Wein und Bier aus einer großen Region unter der Aufsicht einer zentralen Verwaltung. In den Tontafeln vertritt eine Person namens Parnakka die Krone und hat eine Position inne, die derjenigen eines Beamten aus den elamischen Quellen ähnelt. Eine vergleichende Untersuchung hat ergeben, dass die verwendeten Begriffe ein im Kern übereinstimmendes Verteilsystem aus verschiedenen Perspektiven reflektieren.
Die wirtschaftliche Unterstützung von elamischen und persischen Gottheiten im Umkreis von Persepolis wird durch das Verwaltungsarchiv ausgewiesen. Für Ausgaben für Gottheiten von anderen Völkern wie zum Beispiel denjenigen der ortsansässigen Babylonier gibt es keine Belege. Das lässt die Schlussfolgerung zu, dass unter den Achämeniden Teile der Religion aus der Tradition von Elam zur volkseigenen Religion gezählt wurden und eine kulturelle Annäherung, wenn nicht sogar Verschmelzung, stattgefunden hat.

## Vielsprachigkeit im Vielvölkerstaat
Im Reich der Achämeniden wurden viele Sprachen gesprochen. Um die Einheit sicherzustellen, wurde als Verkehrssprache für die Administration die aramäische Sprache gewählt, die schon seit den Assyrern die gleiche Funktion in der Diplomatie innehatte. Wie die Tontafeln von Persepolis beweisen, ersetzte das Aramäische nicht durchwegs andere Verwaltungssprachen. Die hauptsächlich in elamischer und aramäischer Sprache verfassten Texte auf den Tontafeln stellen dabei ein komplexes sprachwissenschaftliches Phänomen dar, das umso größer ist, als es sich nicht um literarische Texte handelt, sondern Alltagsgeschäfte wiedergibt, deren Inhalt in verschiedenen Sprachen abgelegt wurde. Die Mehrsprachigkeit der Archive reflektiert die vielfältige gesellschaftliche Zusammensetzung von Persepolis, die aus den Texten über Rationen von Arbeitergruppen aus Assyrien, Babylonien, Lykien, Ägypten, Arabien, Griechenland und vielen mehr bezeugt ist.
Wie bereits erwähnt ist der größte Teil der Tontafeln in elamischer und aramäischer Sprache geschrieben. Beide Gattungen weisen inhaltlich die gleiche Grundstruktur auf. Der größte Unterschied liegt in den verwendeten Monatsnamen, die auf den aramäischen Tontafeln semitisch und auf den elamischen altpersisch und elamisch sind.
Komplexe Sprachanalysen von heute verbinden Schreibernamen, Siegel, aramäische Randnotizen und Jahreszahlen mit sprachlichen Strukturen und dem Kategoriensystem von Richard Hallock. Sie lassen Abläufe, Wege von Übersetzungen, Beteiligte und deren Rollen innerhalb der Verwaltung sichtbar werden. Die Resultate werden allerdings noch unterschiedlich beurteilt. Eine Interpretation kommt zum Schluss, dass der ursprüngliche Verwaltungsauftrag altpersisch war und von dort ins Aramäische und Elamische übersetzt wurde. Der zwei- oder mehrsprachige teppir entsprach dabei dem akkadischen sepiru und spielte eine entscheidende Rolle bei den Schnittstellen, wo die verschiedenen Sprachen zusammentrafen. Entsprechend den verwendeten Sprachen in den Tontafeln gab es in der Verwaltung vor allem zwei Typen von Schreibern. Diejenigen, die die aramäischen Texte schrieben, trugen vornehmlich persische Namen. Die Schreiber der elamischen Keilschrift werden als „persische Knaben, die Texte kopieren“ bezeichnet und arbeiteten in Arbeitsgruppen. Auch bei dieser Gruppe überwiegen persische Namen, aber es werden auch elamische, semitische und babylonische aufgeführt. Bei einzelnen Texten kann nachgewiesen werden, dass der Schreiber in seiner Muttersprache geschrieben hat oder dass der Text eine Transliteration vom Elamischen zum Aramäischen ist.
Die iranischen Wörter und Namen in den elamischen und aramäischen Aufzeichnungen sind aufgrund ihrer Verwendung in den Archiven von Persepolis die größte erhaltene Quelle für altiranische Sprachen. Die Entdeckung einer Aufzeichnung, die in Altpersisch für eine routinemäßige Verwaltungsaufgabe geschrieben wurde, stellt zudem die bisher vertretene Auffassung in Frage, dass die altpersische Sprache nur für kaiserliche Monumentalinschriften verwendet wurde.

## Die Bedeutung der Siegel
Die Siegel aus den Archiven von Persepolis dürften eine der größten Sammlungen von visuellen Bildern der Antike darstellen. Sie dienten der Authentifizierung, Identifizierung und Verifizierung und gehörten Menschen aus den verschiedensten sozialen Schichten vom königlichen Hof bis zum Kameltreiber. Verschiedene Siegel konnten Personen zugeordnet werden, die ebenfalls bei Herodot aufgeführt sind, wie zum Beispiel Kambarma/Gobryas (PFS 08578) oder Ašbazana/Aspathines (PFS 1567). Die Siegel wurden unter den Achämeniden Ausdruck der persönlichen Bindung an die königliche Ideologie und wurden mit Stolz zum Zeichen eigener Identität getragen. Man nutzte sie im ganzen Reich zur Bestätigung von Geschäftsabschlüssen oder Verträgen.
Die Allgegenwärtigkeit der Rollsiegel am Hof des Dareios I. repräsentiert die nahtlose Kontinuität eines glyptischen Verfahrens, das im spät-elamischen Südwesten des Irans nie untergegangen war. Das Siegel von Kyros I., dargestellt auf der Tontafel PFS 0093, ist nur ein Beispiel für ein Erbstück aus der spät-elamischen Periode, das Einzug in das achämenidische Reich gehalten hat und noch unter der Regierung von Dareios I. benutzt wurde.
Bei den Siegeln gibt eine große Bandbreite von Kompositionen und Stilvariationen, die zum größten Teil sehr professionell ausgeführt sind und ihre Wichtigkeit betonen. Ungefähr ein Drittel davon zeigen Bildnisse von königlichen Helden im Kampf gegen wütende Bestien wie Löwen, Stiere oder Mischwesen. Keine Darstellung gleicht der anderen. In den in der Fachliteratur betitelten königlichen Helden verschmilzt das Königsideal mit der Idee des „persischen Mannes“. Das Motiv kennzeichnet eine symbolische Identität, ein „Persisch-Sein“, und konnte von jedem Mitglied der Gemeinschaft des Reiches unabhängig von seiner Herkunft angestrebt werden. Das Motiv ist heute noch überall auch auf Reliefs in Tordurchgängen in Persepolis zu finden, wobei der königliche Held stets den privaten Bereich gegen die äußere Bedrohung verteidigt.
Über die Bedeutung der Siegel sagen führende Wissenschaftler:

“The sealed landscapes of the tablets are like seating-markers at a banquet table for which we know the date of the occasion, have some inkling of the purpose of the gathering, can reconstruct brief and strangely selective bio-sketches on a few of the people on the guest list, and even have a good idea of the sort of food and drink they favoured. The seals themselves (when documented via these landscapes) often give voice to the guests, their symbolic and aesthetic predilections, and their cultural associations.”

„Die Siegel sind wie Sitzplatzmarkierungen an einer Festtafel, für die wir das Datum des Anlasses kennen, eine Ahnung vom Zweck der Zusammenkunft haben, kurze und seltsam selektive Bioskizzen zu einigen der Personen auf der Gästeliste rekonstruieren können und sogar eine gute Vorstellung von der Art der Speisen und Getränke haben, die sie bevorzugten. Die Siegel selbst (…) geben oft Auskunft über die Gäste, ihre symbolischen und ästhetischen Vorlieben und ihre kulturellen Assoziationen.“

## Das achämenidische Reisekönigtum
Wenn der achämenidische König auf Reisen ging, begleiteten ihn um die 50.000 Personen und unzählige Reit- und Lasttiere. Ein weiterer Hinweis auf den Umfang einer solchen Reise ist die Auflistung von mehr als 400 Verantwortlichen allein für die mitgeführten Maultiere und Pferde. Eine Reise in einem solchen Umfang musste Monate vorausgeplant werden.
Der Lanzenträger Irdabada zum Beispiel erhielt für seine Reise von Persepolis nach Susa im 22. Jahr der Regierungszeit von Dareios I. (500/499 v. Chr.) 6 Liter Wein, nachdem er die Reisegenehmigung des Königs vorgezeigt hatte. Die Reisegenehmigung war in aramäischer Schrift auf Leder geschrieben, an der ein Siegel aus Ton befestigt war. Das Siegel bestätigte die Autorisierung, dass das Straßennetz benutzt werden durfte und die Verköstigung an den Wegstationen garantiert war. Die Verwaltungsanweisung selber war in elamischer Keilschrift auf einer Tontafel eingeritzt und enthielt den Ausstellungsort, das Ziel, den Zweck der Reise und das Datum.
Dieser Lanzenträger und sechs weitere Männer erhielten für ihre Aufgabe an den Wegstationen entlang der Königsstraße  mehrmals Reiseproviant. Sie kundschafteten für den König die Straße aus und überprüften, ob die Straße passierbar oder von den wilden Flüssen von Chuzestan in Mitleidenschaft gezogen war. Sie kontrollierten die Vorräte, die an Orten aufbewahrt wurden, an denen der Hof Rast einlegen würde. Die Kontrolle des Weges von Susa, dem Regierungssitz des Königs, nach Persepolis und zurück war eine wichtige Aufgabe, da die Sicherheit und der reibungslose Ablauf des gesamten Hofstaats garantiert werden mussten.

## Eine hochentwickelte Verwaltung
Das Festungsarchiv von Persepolis lässt ein umfassendes Verwaltungs- und Archivsystem des achämenidischen Reichs zum Leben erwecken. Das gilt nicht nur für die Verwaltungsregion, die das Archiv abdeckt, sondern ebenso für das antike Kerman, Elam, Medien, Arachosien und Baktrien, deren Verwaltungen sich im Festungsarchiv indirekt widerspiegeln. Archäologische Funde im heutigen Kandahar in Afghanistan belegen beispielhaft die einheitliche Verwaltung in Abwicklungen, Sprache und Formaten im ganzen Reich.  Das lässt auf eine Ausbildung in Schreiberschulen und eine Standardisierung der bürokratischen und administrativen Protokolle schließen. Die einheitliche Verwaltung konnte so in die reichsweite Landwirtschaft und Arbeitsorganisation eingreifen und förderte den Zusammenhalt und die Integration der verschiedenen Völker in das Reich.
In das Zuständigkeitsgebiet der Administration in Persepolis fiel der größere Teil des heutigen Fars. Darin enthalten waren auch zwischen 420 und 520 km der Persischen Königsstraße ausgehend von Persepolis Richtung Susa. Die Strecke enthielt 20 Wegstationen, zwischen denen nach Herodot 21 bis 24 km lange Straßenabschnitte lagen. Der genaue Verlauf wird von der Wissenschaft immer noch diskutiert.
In den elamischen Texten des Festungarchivs werden etwa 150 Orte aufgeführt. Bei den Ortsnamen handelt sich um Städte, Dörfer, Gutshöfe, Plantagen, Wegstationen, Lagerhäuser, Festungen, Schatzkammern, Flüsse und Berge. Als Ausgangs- und Zielorte von Reisenden werden Indien, Arachosien, Baktrien im östlichsten Teil und Sardes im westlichsten Teil des Achämenidenreichs genannt. Die Abbildung der Namen auf die geografischen Topografien des heutigen Irans gestaltet sich schwierig. Einigermaßen sicher sind die Zuordnungen von Batrakataš auf Pasargadae, Parsa auf Persepolis, Anschan auf Tal-i Malyan, Ayapir auf Izeh, Tirazziš auf Schiras, Hunar auf Rāmhormoz und Kab(b)aš auf Isfahan.

## Wirtschaft
Die wirtschaftlichen Verantwortlichkeiten waren in ein komplexes System von hierarchisch organisierten regionalen Gebieten und Distrikten unterteilt. Eine Untersuchung kam zum Schluss, dass das System einer Matrixorganisation vergleichbar ist. Die Organisation der Transaktionen wurde von zwei sich ergänzenden staatlichen Zweigen ausgeführt und kontrolliert: die „Lagerung und Auslieferung“ und die „Logistik und Rationierung“. An der Spitze der Hierarchie stand der Generaldirektor, dem die Verwaltung in Persepolis unterstand. Von dort führte die Linie in drei größere Regionen, die eine Verbindung zu größeren und kleineren lokalen Distrikten hatten. Die Distrikte waren um eine größere Stadt gruppiert und von dieser führte die Verwaltung zu einer Reihe von Dörfern und Weilern. Die oft in den Tontafeln in Schrift und Siegel aufgeführte Person  Parnakka nahm in dieser Organisationsstruktur den Posten des Generaldirektors vom 15. bis 25. Regierungsjahr des Dareios I. ein.
Unter den Arbeitern von Persepolis gab es ebenso viele Frauen wie Männer, die im Archiv der Befestigungsanlagen von Persepolis verzeichnet sind. Einige Frauen einer Arbeitsgruppe erhielten mehr Rationen als jeder der Männer, wahrscheinlich aufgrund ihres Ranges oder ihren besonderen Fähigkeiten. Auch Mütter mit Neugeborenen wurden erwähnt. Zum Beispiel erhielten ionische Frauen mit Söhnen die doppelte Ration Getreide als jene mit Töchtern.

## Religion
Das Festungsarchiv zeigt, dass ein breites Spektrum von Gottheiten und Kulten vom Staat wirtschaftlich unterstützt wurde. 85 Texte führen Opfer für namentlich erwähnte Götter wie Humban, Adad, Auramazdā auf und 53 Texte für nicht namentlich genannte Götter. 35 Texte listen Opfergaben. Auch wenn die Texte aus der Sicht einer Verwaltung geschrieben wurden, in deren Mittelpunkt eine Berechnung der Ein- und Ausgaben stand, widersprechen die Breite der aufgeführten religiösen Kulte und Götter den bisherigen Annahmen, dass der vorherrschende religiöse Glaube unter den Achämeniden der Zoroastrismus war oder dass keine Gottheiten in anthropomorpher Form dargestellt wurden. Die große Vielfalt der Darstellungen des Göttlichen und Numinosen in der frühen achämenidischer Zeit war tief eingebettet in die traditionelle assyro-babylonische und elamische Bildsprache. Dabei wird eine Religion sichtbar, die sich ausschließlich auf eine Götterwelt mit elamischen und iranischen Traditionen beschränkte.
Götter wie Adad, Halma und Opferriten wie lan oder KI können mit Hilfe der Verwaltungsarchive unter Berücksichtigung anderer Quellen klarer umrissen werden. Vormals als babylonischer Gott bezeichnet, konnte Adad als elamische Gottheit identifiziert werden, der seit dem 2. Jahrtausend v. Chr. im Iran ansässig war und auch unter den Achämeniden mit eigener Ausprägung verehrt worden ist. KI dagegen könnte eher ein Begriff für ein Opfer an eine bestimmte Gattung von ursprünglich elamischen Göttern wie zum Beispiel Kiririsha oder Halma sein.
In den Texten werden Tempel selten aufgeführt. In einer von drei Aufführungen erhielt ein Tempel im Ort Hakurtiš 9’405 Quarten Wein (NN 2240). Daraus darf man nicht schließen, dass es wenige Tempel gab oder dass sie wirtschaftlich bedeutungslos waren. Aber sie waren sicherlich nicht in die Verwaltung von Persepolis integriert oder hatten regelmäßigen Kontakt untereinander.